# Universiade d'hiver de 1989
Navigation
Édition précédente Édition suivante
L'Universiade d'hiver 1989 est la 14e édition des Universiades d'hiver. Elle se déroule à Sofia en Bulgarie, du 2 mars au 12 mars 1989.

## Tableau des médailles
| Rang | Nation               | Or | Argent | Bronze | Total |
| ---- | -------------------- | -- | ------ | ------ | ----- |
| 1    | Union soviétique     | 10 | 10     | 10     | 30    |
| 2    | Tchécoslovaquie      | 7  | 6      | 2      | 15    |
| 3    | Chine                | 5  | 2      | 6      | 13    |
| 4    | Corée du Sud         | 4  | 3      | 2      | 9     |
| 5    | Yougoslavie          | 3  | 1      | 0      | 4     |
| 6    | Allemagne de l'Est   | 3  | 0      | 0      | 3     |
| 7    | Italie               | 2  | 3      | 1      | 6     |
| 8    | Japon                | 2  | 1      | 3      | 6     |
| 9    | Bulgarie             | 1  | 3      | 0      | 4     |
| 10   | Autriche             | 1  | 2      | 1      | 4     |
| 11   | Allemagne de l'Ouest | 1  | 0      | 3      | 4     |
| 12   | France               | 1  | 0      | 0      | 1     |
| 13   | États-Unis           | 0  | 5      | 8      | 13    |
| 14   | Pologne              | 0  | 2      | 0      | 2     |
| 15   | Corée du Nord        | 0  | 1      | 1      | 2     |
| 16   | Suisse               | 0  | 1      | 1      | 2     |
| 17   | Finlande             | 0  | 0      | 1      | 1     |
| 18   | Suède                | 0  | 0      | 1      | 1     |